# ジョルジ・ピント・メンドンサ
ジョルジ・メンドンサ（Jorge Mendonça）ことジョルジ・ピント・メンドンサ（Jorge Pinto Mendonça、1954年6月6日 - 2006年2月17日）は、ブラジル・リオデジャネイロ州出身の元同国代表サッカー選手。
現役時代はブラジル国内のみでプレーし、デビュー当初はジーコと比較されていたが、代表とは縁がなく、6試合の出場に留まった。

## 経歴
1973年からバングーACに在籍するが、出番を得られず、ナウチコへ移籍。そこでの活躍が評価され、1976年からはSEパルメイラスへ移籍した。パルメイラスでは、加入1年目でカンピオナート・パウリスタを制覇し、1978 FIFAワールドカップにも出場、1979年にはボーラ・ジ・プラッタも獲得した。
グアラニFCでは、カンピオナート・パウリスタでペレの記録に並ぶ38ゴールを挙げ、セリエB制覇とセリエA昇格に貢献した。
代表では、6試合の出場に留まった。1978 FIFAワールドカップでは、不調のロベルト・リベリーノに代わって、レギュラーを務めた。
2006年に、52歳で死去した。